# Tinker Air Force Base
Tinker Air Force Base is een United States Air Force vliegbasis gelegen in Oklahoma City, Oklahoma. Het is een grote en strategisch belangrijke militaire basis van de USAF van de Verenigde Staten. De basis beslaat meer dan 5.000 hectare en heeft ongeveer 760 gebouwen, waar meer dan 26.000 militairen en burgers werken. Daarmee is het de grootste werkgever op één locatie in Oklahoma.

## Belangrijkste missies en eenheden
Tinker AFB is het hoofdkwartier van het Oklahoma City Air Logistics Complex (OC-ALC) van het Air Force Materiel Command, dat verantwoordelijk is voor het onderhoud, de reparatie en revisie van diverse vliegtuigen, motoren, raketten en avionica. Op de basis zijn onder andere de volgende eenheden gevestigd:
- 552nd Air Control Wing.
- 507th Air Refueling Wing.
- 513th Air Control Group.
- Navy Strategic Communications Wing One.
- Defense Logistics Agency's Defense Distribution Depot Oklahoma City.
- Third Combat Communications Group.
- Thirty-eighth Engineering Installation Group.
- Defense Megacenter Oklahoma City.[1]

De 552nd Air Control Wing beheert, bedient en ondersteunt een vloot van achtentwintig E-3 Sentry AWACS vliegtuigen, waarmee Tinker het grote merendeel van de E-3 Sentry, of Frisbee zoals de bijnaam luidt, vloot van de USAF huisvest. E-3's worden in de Verenigde Staten ook gebruikt bij surveillance ten behoeve van anti-drugsmissies van de douane. De Amerikaanse douane kan op vooraf geplande missies meevliegen om smokkelactiviteiten te herkennen en te bestrijden.
De Navy Strategic Communications Wing One van de United States Navy heeft een vloot op de basis van E-6B Mercury vliegtuigen die worden ingezet voor de US Navy TACAMO-missie als Fleet Air Reconnaissance Squadron THREE (VQ-3) Detachment.
Tinker is ook een belangrijk depot voor de Boeing KC-46A Pegasus en B-21 Raider vliegtuigen, met lopende bouw- en uitbreidingsprojecten om deze missies te ondersteunen.
Het is een van de drie Air Force Air Logistic Complexes, de andere zijn Warner Robins Air Logistics Complex (WR-ALC) (FLZ) op Robins Air Force Base, Georgia, en Ogden Air Logistics Complex (OO-ALC) op Hill Air Force Base, Utah.

## Economische en strategische impact
Tinker AFB draagt naar schatting 4,5 miljard dollar per jaar bij aan de economie van Oklahoma en zorgt voor ongeveer 33.000 extra banen. Dankzij de infrastructuur, het personeel en de publiek-private samenwerkingen is de basis een wereldwijd knooppunt voor geavanceerd luchtvaartonderhoud en defensielogistiek.

## Historische Achtergrond
De basis werd opgericht in 1942 als Midwest Air Depot en is vervolgens vernoemd naar generaal-majoor Clarence L. Tinker, een inwoner van Oklahoma en de eerste Native American (van het Osage volk) generaal-majoor, die omkwam tijdens de Tweede Wereldoorlog. De locatie van de basis werd beïnvloed door lokale leiders die land en infrastructuur aanboden om het toenmalige Ministerie van Oorlog te overtuigen.